# Áudio de Desculpas
"Áudio de Desculpas" (estilizado em letras minúsculas) é uma canção da cantora Manu Gavassi, gravada para seu quarto EP, Cute but (still) Psycho (2019). Foi lançada como primeiro single do EP em 28 de janeiro de 2020. Foi escrita pela própria Gavassi com Lucas Silveira, que também produziu a canção.

## Vídeo musical
O videoclipe da canção foi lançado no dia 28 de janeiro de 2020, tendo a direção criativa e roteiro assumidos pela cantora. O videoclipe, que foi dirigido por Yuri+Ana, teve a participação da empresária e consultora de moda Costanza Pascolato. O vídeo mostra a cantora em um cenário retrô e luxuoso, vivendo uma mulher bem sucedida e resolvida, com azar no amor.

## Desempenho
O videoclipe da canção chegou em 1 milhão de views em 24 horas, estando em primeiro lugar nos vídeos em alta no YouTube. A canção alcançou a 37° no TOP 100 das músicas mais tocadas do Spotify Brasil. A música também alcançou a 38° posição no TOP 50 das músicas virais do mundo.

## Certificados
| Região | Certificação | Vendas |
| ------ | ------------ | ------ |
| Brasil | Platina      | 80.000 |

## Prêmios e indicações
| Ano  | Prêmio                  | Categoria             | Resultado | Ref.   |
| ---- | ----------------------- | --------------------- | --------- | ------ |
| 2020 | Prêmio Jovem Brasileiro | Clipe Bombástico      | Venceu    | [ 9 ]  |
| 2020 | MTV Millennial Awards   | Clipão da p#rr@       | Venceu    | [ 10 ] |
| 2020 | Meus Prêmios Nick       | Hit Nacional Favorito | Venceu    | [ 11 ] |
| 2020 | Prêmio POP Mais         | Música do Ano         | Venceu    | [ 12 ] |